# Городское поселение Красногорск
Городско́е поселе́ние Красного́рск — упразднённое в 2017 году муниципальное образование (городское поселение) упразднённого Красногорского муниципального района Московской области.
Образовано в 2005 году в восточной части района. В его состав вошёл город Красногорск и часть территории Воронковского сельского округа.
Административный центр — город Красногорск.

## Состав городского поселения
| № | Населённый пункт | Тип населённого пункта        | Население |
| - | ---------------- | ----------------------------- | --------- |
| 1 | Гольево          | деревня                       | ↗491      |
| 2 | Красногорск      | город, административный центр | ↗193 127  |
| 3 | Ивановское       | деревня                       | ↘129      |

## Территория и границы
Общая площадь территории муниципального образования — 5952 га.
Помимо прочего, городское поселение также включает в себя территорию Мякининской поймы, где расположены Дом Правительства Московской области, Московский областной суд, Крокус-Сити и станция метро «Мякинино» Арбатско-Покровской линии. Эти территории планируется включить в будущем в состав города Красногорск.
1 июля 2012 года в рамках проекта расширения Москвы из поселения в состав района Кунцево ЗАО Москвы была передана территория площадью 570 га. Вместе с территорией из сельского поселения Барвихинское Одинцовского района переданные участки образуют площадку Рублёво-Архангельское. Ранее планировалась к передаче также деревня Гольево поселения, но от этих планов отказались.

## Население
| 2006     | 2007     | 2008     | 2009     | 2010     | 2011     | 2012     | 2013     |
| -------- | -------- | -------- | -------- | -------- | -------- | -------- | -------- |
| 99 934   | ↘99 318  | ↗100 871 | ↗101 342 | ↗117 516 | ↗123 411 | →123 411 | ↗128 163 |
| 2014     | 2015     | 2016     | 2017     |          |          |          |          |
| ↗132 465 | ↗137 928 | ↗144 922 | ↗153 672 |          |          |          |          |